# Municipio de Grand Prairie (Illinois)
El municipio de Grand Prairie (en inglés: Grand Prairie Township) es un municipio ubicado en el condado de Jefferson en el estado estadounidense de Illinois. En el año 2010 tenía una población de 909 habitantes y una densidad poblacional de 9,67 personas por km².

## Geografía
El municipio de Grand Prairie se encuentra ubicado en las coordenadas 38°25′49″N 89°5′24″O / 38.43028, -89.09000. Según la Oficina del Censo de los Estados Unidos, el municipio tiene una superficie total de 94 km², de la cual 93,71 km² corresponden a tierra firme y (0,31 %) 0,29 km² es agua.

## Demografía
Según el censo de 2010, había 909 personas residiendo en el municipio de Grand Prairie. La densidad de población era de 9,67 hab./km². De los 909 habitantes, el municipio de Grand Prairie estaba compuesto por el 96,48 % blancos, el 0,55 % eran afroamericanos, el 0,11 % eran amerindios, el 0,66 % eran de otras razas y el 2,2 % eran de una mezcla de razas. Del total de la población el 2,2 % eran hispanos o latinos de cualquier raza.